# 栗原祐幸
栗原 祐幸（くりはら ゆうこう、1920年〈大正9年〉6月5日 - 2010年〈平成22年〉6月1日）は、日本の政治家。位階は正三位。
防衛庁長官、労働大臣、衆議院議員（7期）、参議院議員（2期）を務めた。長男は沼津市長や衆議院議員を務めた栗原裕康。

## 経歴
静岡県田方郡中郷村（現三島市）の生まれ。東京府立第八中学校、佐賀高等学校文科甲類を経て1944年東京帝国大学法学部卒業。学徒出陣により中国に出征する。軍隊時代に上官を殴打するなど、若い頃から鼻っ柱が強い性格だった。
戦後、栗原は東大時代の恩師である南原繁より、「戦前の日本は優秀な人材が官僚組織や軍部に集中して民間の裾野が手薄になり、権力の暴走をくい止めることができなかった。君の場合、地方に活躍の場を求めるのも良いのではないか」との助言を受け、静岡県農業会に就職する。若くして県農協中央会専務理事まで昇進し、1962年に、第6回参議院議員通常選挙に自由民主党公認で静岡県選挙区から立候補し当選する。新人時代は河野謙三の側近として行動していた。
参議院で2回当選の後、1972年、第33回衆議院議員総選挙に旧静岡2区から衆議院に鞍替え当選する。以後7回連続当選を果たす。参院時代は旧河野派の所属だったが、衆院転身後は大平派に加入した。
通産政務次官、衆院外務委員長等を経て、1978年、第1次大平内閣にて労働大臣として初入閣を果たす。その後1983年に第2次中曽根内閣にて、および1986年の第3次中曽根内閣にて防衛庁長官に就任する。在任中は次期支援戦闘機（FS-X）の日米共同開発に道筋をつけ、また防衛費1%枠を撤廃させた。
1993年、政界から引退する。1996年、勲一等旭日大綬章受章。1998年に全国手もみ茶振興会会長に就くなどした。2008年10月に脳梗塞で倒れ、療養していたが2010年6月1日午後5時13分、心不全のため静岡県御殿場市の病院で死去。89歳没。死没日をもって正三位に叙される。妻がクリスチャンで、栗原も最晩年に洗礼を受けた。教会での近親者のみの葬儀を経て、10日に三島市民文化会館で「お別れの会」が行われた。

## 著書
- 『河野謙三先生と私』廣済堂出版、1985年
- 『大平元総理と私』廣済堂出版、1990年
- 『本音の政治』静岡新聞社、1993年 - 自伝
- 『手紙から読む人生』私家版、1998年 - 自伝続編
- 『証言・本音の政治 戦後政治の舞台裏』内外出版、2007年

共編著
- 『熱き思い 元防衛庁長官・労相栗原祐幸』静岡新聞社編、2007年 - インタビュー集